# Jakšur-Bod'inskij rajon
Lo Jakšur-Bod'inskij rajon (in russo Якшур-Бодьинский район?, in lingua udmurta Якшур-Бӧдья ёрос) è un municipal'nyj rajon della Repubblica Autonoma dell'Udmurtia, in Russia. Istituito il 15 luglio 1929, occupa una superficie di 1 781 chilometri quadrati, ha come capoluogo il villaggio di Jakšur-Bod'ja e una popolazione di 19 719 abitanti. Il distretto è suddiviso in 12 comuni rurali.
I fiumi Iž e Loza e molti dei loro affluenti attraversano il territorio del distretto.